# Ghiacciaio Bersame
Il ghiacciaio Bersame è un ghiacciaio lungo circa 2,4 km e largo circa 1,5, situato sull'isola Clarence, nelle isole Shetland Meridionali, un arcipelago antartico situato poco a nord della Penisola Antartica. Il ghiacciaio si trova in particolare sulla costa occidentale  dell'isola, dove fluisce verso nord-ovest a partire dal versante occidentale del monte Llana, nella cresta Urda, fino a entrare in mare poco a nord-est del termine del ghiacciaio Giridava.

## Storia
In seguito alla spedizione Tangra 2004/05, il ghiacciaio Bersame è stato così battezzato nel 2005 dalla commissione bulgara per i toponimi antartici in onore del villaggio di Bersame, nella Bulgaria sudorientale.